# Christophe Badani
Christophe Badani, né en 1969 à Marseille, est un graphiste, calligraphe et créateur de caractères français. Il a créé les caractères de plusieurs marques dont notamment Alstom, Auchan, BNP Paribas, Lacoste, MAAF, Peugeot, Roland-Garros, Ubisoft et Vinci.

## Biographie
Christophe Badani est né en 1969 à Marseille.
Il étudie les métiers du livre et obtient un CAP, il obtient ensuite un BEP de photocompositeur.
Il travaille pour la Société marseillaise de publicité pendant cinq ans. En 1992 il est graphiste-maquettiste à l’agence BBDO à Paris ,. Il produit les caractères Rough en 1999 et Index en 2003 publié chez Linotype et créé son propre studio de graphisme et de création de caractères.
En 2001, il travaille avec l’agence Seenk pour créer des caractères pour Lacoste et la MAAF.
En 2006, il remporte le Trophée d’or Intergraphic de la création typographique pour le caractère qu’il a dessiné pour Ubisoft.

## Ouvrages
- Clément Derock, Frédéric Lalande et Christophe Badani, Types for brands — Typographies pour les marques, Paris, Eyrolles, 2010, 285 p. (ISBN 978-2-212-12686-0, présentation en ligne)